# Upper Saloum
Upper Saloum ist einer von 35 Distrikten – der zweithöchsten Ebene der Verwaltungsgliederung – im westafrikanischen Staat Gambia. Es ist einer von zehn Distrikten in der Central River Region.
Nach einer Berechnung von 2013 leben dort etwa 18.817 Einwohner, das Ergebnis der letzten veröffentlichten Volkszählung von 2003 betrug 15.970.
Der Name ist von Saloum abgeleitet, einem ehemaligen kleinen Reich.

## Ortschaften
Die zehn größten Orte sind:
- Panchang, 1536
- Fass, 944
- Bati Ndarr, 940
- Njau, 723
- Porly, 608
- Bantanto Ebrima Khan, 527
- Njau Sey Kunda, 491
- Tamba, 479
- Bantanto Musa Bah, 474
- Bati Jamagen, 462

## Bevölkerung
Nach einer Erhebung von 1993 (damalige Volkszählung) stellt die größte Bevölkerungsgruppe die der Wolof mit einem Anteil von rund sechs Zehnteln, gefolgt von den Fula und den Mandinka. Die Verteilung im Detail: 1,9 % Mandinka, 39,2 % Fula, 56,5 % Wolof, 0,2 % Jola, 0,3 % Serahule, 0,8 % Serer, 0 % Aku, 0 % Manjago, 0,6 % Bambara und 0,5 % andere Ethnien.